# Modulární umocňování
Modulární umocňování je umocňování prováděné v rámci modulární aritmetiky. Využívá se zejména v kryptografii a obecněji v informatice.
Výsledkem modulárního mocnění je hodnota, která vznikne umocněním základu {\displaystyle z} na exponent {\displaystyle e} modulo přirozené číslo {\displaystyle m} nazývané modul. Zapisuje se: {\displaystyle c\equiv z^{e}{\pmod {m}}}. Tímto způsobem můžeme spočítat například {\displaystyle 5^{3}\mod 13}, což je rovno 8.
Pokud jsou {\displaystyle z,e,m} přirozená čísla a {\displaystyle z<m}, pak je řešení pro {\displaystyle 0\leq c<m} jednoznačné.
Najít modulární mocninu lze snadno i pro záporný exponent. Stačí totiž spočítat inverzní prvek k základu pomocí Rozšířeného Eukleidova algoritmu a ten pak umocnit na absolutní hodnotu exponentu.
Zatímco umocňování na kladný nebo záporný exponent je snadné i pro poměrně velká čísla (jak ukazují algoritmy níže), inverzní funkce vzhledem k exponentu, totiž najít pro zadaná {\displaystyle z,m,c} takové {\displaystyle e}, které splňuje výše uvedenou rovnost, je velmi obtížně. Jedná se o takzvanou úlohu nalezení diskrétního logaritmu, jednu z typických jednosměrných funkcí používaných v moderní kryptografii.

## Algoritmy

### Přímočarý postup
Nejpřímočařejší postup je zkrátka nejprve spočítat umocnění a pak dělit se zbytkem. Zásadní nevýhodou tohoto postupu je, že mezivýsledky při umocňování exponenciálně rostou a jednotlivá násobení jsou pak i s použitím optimalizovaných rutin pro práci s s libovolně dlouhými čísly časově i paměťově náročnější a náročnější.

### Paměťově úsporná metoda
Řešením pro ohromné paměťové nároky předchozí metody je provádět dělení se zbytkem průběžně už během umocňování. To je možné, neboť v modulární aritmetice platí ekvivalence
{\displaystyle (a\cdot (b\ ({\mbox{mod}}\ m)))\equiv (a\cdot b){\pmod {m}}}
tedy modulení po každém násobení nemá na výsledek vliv. Násobíme tedy čísla maximálně délky exponentu, nicméně počet nutných násobení asymptoticky odpovídá velikosti exponentu.

### Binární umocňování zprava doleva
Binární umocňování zprava doleva výrazně snižuje počet potřebných násobení při zachování malých paměťových nároků. Použije přitom techniku, která se využívá i mimo modulární aritmetiku, takzvané dvojkové umocňování.
Základem této metody je vnímání exponentu e jako zapsaného v dvojkové soustavě. Tedy e zapsaného:
{\displaystyle e=\sum _{i=0}^{n-1}a_{i}2^{i}},
kde {\displaystyle a_{i}} mají hodnotu 0 nebo 1. Délka tohoto zápisu, neboli počet jeho číslic, je n. Požadovaný výsledek pak můžeme rozepsat jako
{\displaystyle z^{e}=z^{\left(\sum _{i=0}^{n-1}a_{i}2^{i}\right)}=\prod _{i=0}^{n-1}\left(z^{2^{i}}\right)^{a_{i}}}
Tuto podobu využívá následující algoritmus zapsaný v pseudokódu:
```
funkce
 modulární_násobení(základ, exponent, modul)
    výsledek := 1
    
dokud
 exponent > 0
        
pokud
 (exponent 
mod
 2 == 1):
           výsledek := (výsledek * základ) 
mod
 modul
        exponent := exponent >> 1
        základ = (základ * základ) 
mod
 modul
    
vrať
 výsledek
```

V každé iteraci cyklu získáváme nový obsah závorky z výrazu výše v proměnné základ jejím opakovaným umocňováním na druhou, posunutím exponentu dostáváme hodnotu dalšího {\displaystyle a_{i}} v nejméně významném bitu proměnné exponent a na základě hodnoty {\displaystyle a_{i}} také nejprve v každém kroku vynásobíme nebo nevynásobíme danou závorkou výsledek. Počet provedení cyklu odpovídá binárnímu logaritmu (počtu binárních číslic) exponentu, v každé iteraci je provedeno jedno nebo dvě násobení čísel délky maximálně stejné jako modul.